# Joseph Broix
Joseph Broix (* 8. März 1837 in Neuss, eigentlich Joseph Reiner Hubert Broix; † 4. Februar 1910 in Neuss) war ein deutscher Unternehmer, Kaufmann und Publizist.
Christian Frommert umreißt seine Bedeutung für Neuss in der zweiten Hälfte des 19. Jahrhunderts wie folgt: „Im wirtschaftlichen und politischen Leben von Neuss in der zweiten Hälfte des 19. Jahrhunderts war er eine der überragenden Persönlichkeiten“. Die Gründung der Neuß-Grevenbroicher Zeitung als katholisches Kampforgan im Kulturkampf als auch die Gründung der Rheinland Versicherung gehen letztlich auf seine Initiativen zurück.

## Leben
Geboren wurde Joseph Broix am 8. März 1837 als Sohn und erstes Kind der Neusser Familie Reiner Broix (1805–1881) und seiner Frau Margarethe Cornelia Anna Broix (1808–1887), geborene Kallen, im Haus Münsterstraße 2 in Neuss. Broix hatte vier Schwestern, Anna Maria Catharina Hubertina Broix (* 21. September 1839; † 10. August 1916 – verheiratet ab 1867 mit Peter Wilhelm Kallen), Margarethe Anna Henriette Hubertina Broix (* 14. Oktober 1840), Maria Magdalena Johanna Hubertine Broix (* 9. Oktober 1842) und Anna Magdalena Johanna Broix (* 26. Juli 1845).
Joseph Broix besuchte ein Gymnasium in Köln und legte hier die Abiturprüfung ab; in dieser Zeit lebte er bei seinem Onkel, Domkapitular und Schulinspektor Dr. Johann Jakob Broix. Nach dem Abitur studierte er an der Technischen Lehranstalt in Karlsruhe.
Nach seiner Rückkehr nach Neuss stieg er in die Leitung der väterlichen Eisengießerei und Maschinenfabrik ein, die auf eine Gründung seines Großvaters Reiner Broix (1766–1849) zurückging. Der Großvater, Reiner Broix (1766–1849), hatte in Neuss eine Eisenwarenhandlung gegründet, die sein Vater um eine Gießerei und Maschinenfabrik für landwirtschaftliche Geräte ergänzt hatte. Zugleich wurde er Vize-Präsident der Neusser Hütte, der sein Vater lange vorgestanden hatte.  Die Neusser Hütte hatte sein Vater 1856 zusammen mit anderen Neusser Unternehmern und Kaufleuten als „Neusser Bergbau- und Hütten-Kommandit-Gesellschaft Reiner Broix & Comp.“, kurz „Neusser Hütte“, gegründet. Das Unternehmen betrieb in Heerdt zwei Hochöfen zur Rohstahlerzeugung. 1872 schloss sich für Joseph Broix eine Reise durch englische Industriegebiete an.
Broix starb am 4. Februar 1910. Auf seinem Totenzettel ist in Anspielung auf das Buch des Lebens vermerkt: „Im kommunalen Leben, bei allen sozialen Fragen, zur Förderung der katholischen Presse, überall war er einer der ersten, der seine reichen Kenntnisse und seine großen Fähigkeiten für die gute Sache einsetzte. Was er nebenher privatim Gutes getan, weiss nur Gott allein, bei dem es hoffentlich eingetragen ist im Buche des Lebens.“

## Wirken im politischen Katholizismus
Mit Aufkommen des Kulturkampfs im Zuge der Reichsgründung wurde Broix im politischen Katholizismus seiner Heimatstadt an der Seite von Ferdinand Rheinstädter, seit 1864 Nachfolger von Friedrich Ludger Kleinheidt am Neusser Quirinus-Gymnasium, aktiv. Bereits 1873 gehörte er der Wahlkommission des katholischen Zentrums als Vorsitzender an, das einen Kandidaten für die Reichstagswahl 1874 finden sollte, wenngleich er selbst eine Kandidatur ablehnte. Der Priester und spätere Kölner Generalvikar Friedrich Ludger Kleinheidt hatte in Neuss einige katholische Vereine gegründet, so den Pius-Verein wiederbelebt, die Constantia und den Vinzenz-Verein begründet. Broix und Kleinheidt waren miteinander gut bekannt. Broix leitete den Neusser Vinzenz-Verein von 1873 bis 1876.

## Gründung der Neuß-Grevenbroicher Zeitung und publizistisches Wirken
Die Gründung der Neuß-Grevenbroicher Zeitung ging auf gemeinsame Überlegungen von Broix mit Ferdinand Rheinstädter zurück. Als katholische Tageszeitung sollte die Zeitung im Kulturkampf das Neusser Zentrum und die katholische Bevölkerung vertreten und zugleich gegen die in Grevenbroich erscheinende, liberal ausgerichtete Grevenbroicher Zeitung positioniert werden. Im ersten Schritt wurde die Neusser Gesellschaft für Buchdruckerei mit einem Startkapital von 30.000 Goldmark gegründet. Die erste Probenummer der neuen Zeitung erschien am 23. Dezember 1873, erster Chefredakteur wurde Broix. Ab 1874 erschien die Zeitung zunächst mit drei Ausgaben in der Woche, anschließend mit 6 Ausgaben in der Woche.
In seinem Grußwort in der Probenummer umriss Broix die Aufgaben der Zeitung wie folgt:

„Es gilt in diesem schweren Kampfe eine feste Stellung einzunehmen, und für uns Katholiken kann dieselbe nur an der Seite des Oberhauptes und der Bischöfe unserer hl. Kirche gefunden werden. Die ›Neuß-Grevenbroicher Zeitung‹ soll das Organ sein, welches, entsprechend den Wünschen der Mehrheit der Bewohner unserer Kreise sich zu dieser Stellung bekennt und demgemäß das Losungswort unserer wackeren Vertreter im Land- und Reichstage erwählt: Für Wahrheit, Freiheit und Recht!“

Broix übernahm 1876 Verlag und Redaktion der monatlich erscheinenden „Christlich-Sozialen Blätter“, die 1868 als Organ der katholischen Gesellen- und Arbeitervereine gegründet worden waren.

## Rheinland Versicherung und weiteres unternehmerisches Wirken
1877 hatte er zusammen mit anderen Neusser Unternehmern und Kaufleuten den „Volkswirtschaftlichen Verein für Rheinland“ gegründet, der eine Zeitschrift, die Wochenschrift des Volkswirthschaftlichen Vereins für Rheinland, herausgeben sollte. Seine Idee zur Gründung einer Feuerversicherungsgesellschaft führte 1880 zur Gründung der „Feuerversicherungs-Gesellschaft Rheinland Aktiengesellschaft“, der heutigen Rheinland Versicherung. Neben Broix waren an der Gründung der Kölner Reichstagsabgeordnete Peter Joseph Roeckerath (1837–1905) sowie die Neusser Unternehmerfamilien Thywissen (u. a. die heutige Ölmühle Caspar Thywissen) und Werhahn (u. a. die heutige Wilh. Werhahn KG) beteiligt. Broix arbeitete im Aufsichtsrat, während sein Vetter Franz Werhahn erster Direktor der Versicherung wurde.

## Familie
Broix heiratete 1870 Elisabeth Sels (1844–1931) und hatte mit ihr zwei Töchter, Maria Catharina Anna Hubertina Broix (* 15. Juni 1872) und Hubertine Gabriele Broix. Letztere heiratete später Carl Wilhelm Pfeill.